# Клосс, Фредерик Теодор

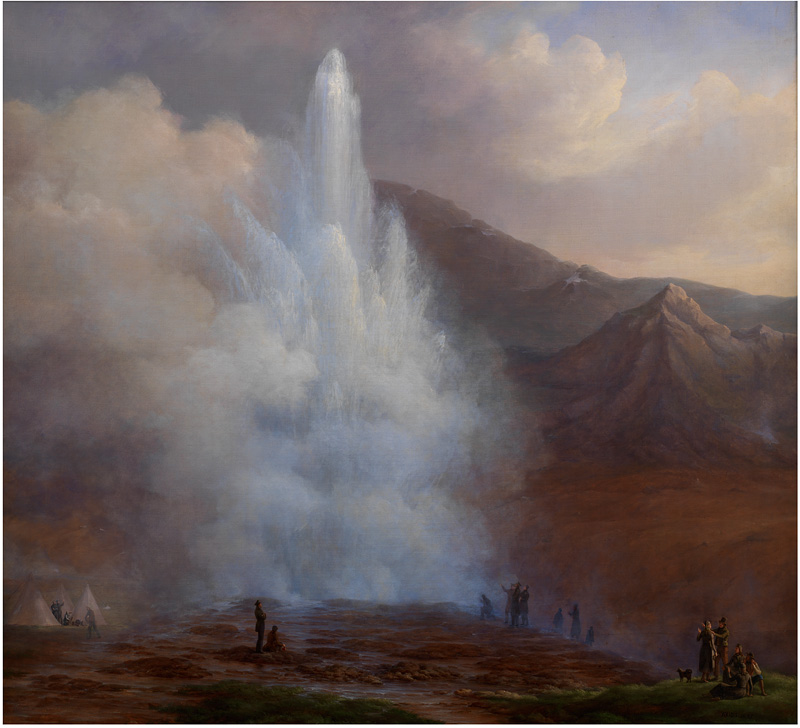
«Гейзер в Исландии» (1835)

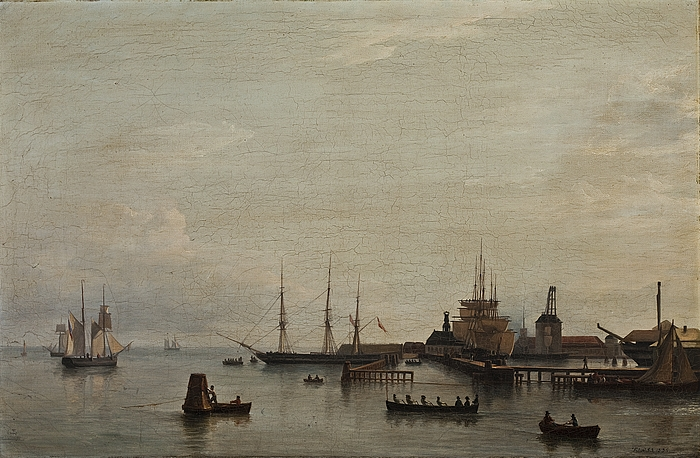
«Гавань в Копенгагене» (1838)

Фредерик Теодор Клосс (нем. Frederik Theodor Kloss), (19 сентября 1802, Брауншвейг, Германия — 9 июня 1876 Копенгаген, Дания) — немецкий и датский художник-маринист, масон.

## Биография
Фредерик Клосс изучал живопись в Прусской художественной академии в Берлине, под руководством профессора Карла Шумана. После окончания учёбы он много путешествует по Европе, живёт и работает в Праге, Бреслау и Дрездене (1825—1827), на Северном море (1832), в Исландии (1834), на Мальте и Средиземноморье (1842—1843), на Фарерских островах (1844). Ещё будучи в Дрездене, он увидел один из морских пейзажей датского художника К. В. Эккерсберга. Будучи под сильным впечатлением от него, Клосс приезжает в Копенгаген и становится студентом в Датской королевской академии искусств. Был близким другом Эккерсберга, при этом их связывали не только интересы художественного творчества, но и членство в масонской ложе. Пользовался покровительством датского короля Кристиана VIII.
Ф. Т. Клосс сумел полностью интегрироваться в датскую культурную среду и занять среди её представителей видное место. В 1840 году он становится членом датской Академии, в 1853 — профессором художеств. С 1867 года он — казначей Академии.

## Избранные работы
- Store Geysir på Island under eruptionen in året 1834 (The Great Geyser in Iceland during Eruption) (1835)
- Den danske eskadre under sejl på Københavns rhed (Danish Men-of-War in the Roads of Copenhagen) (1837)
- Et orlogsskib efter fransk konstuktion i færd med at kappe de master, der er gået over bord i en storm (A French-built Man-of-War Cutting away her Masts Swept Overboard in a Storm (1839)
- Havnen ved Nyborg. I forgrunded kutteren «Neptun» (The Harbour of Nyborg. In the Foreground the Cutter «Neptun») (1840)